# Ursberg

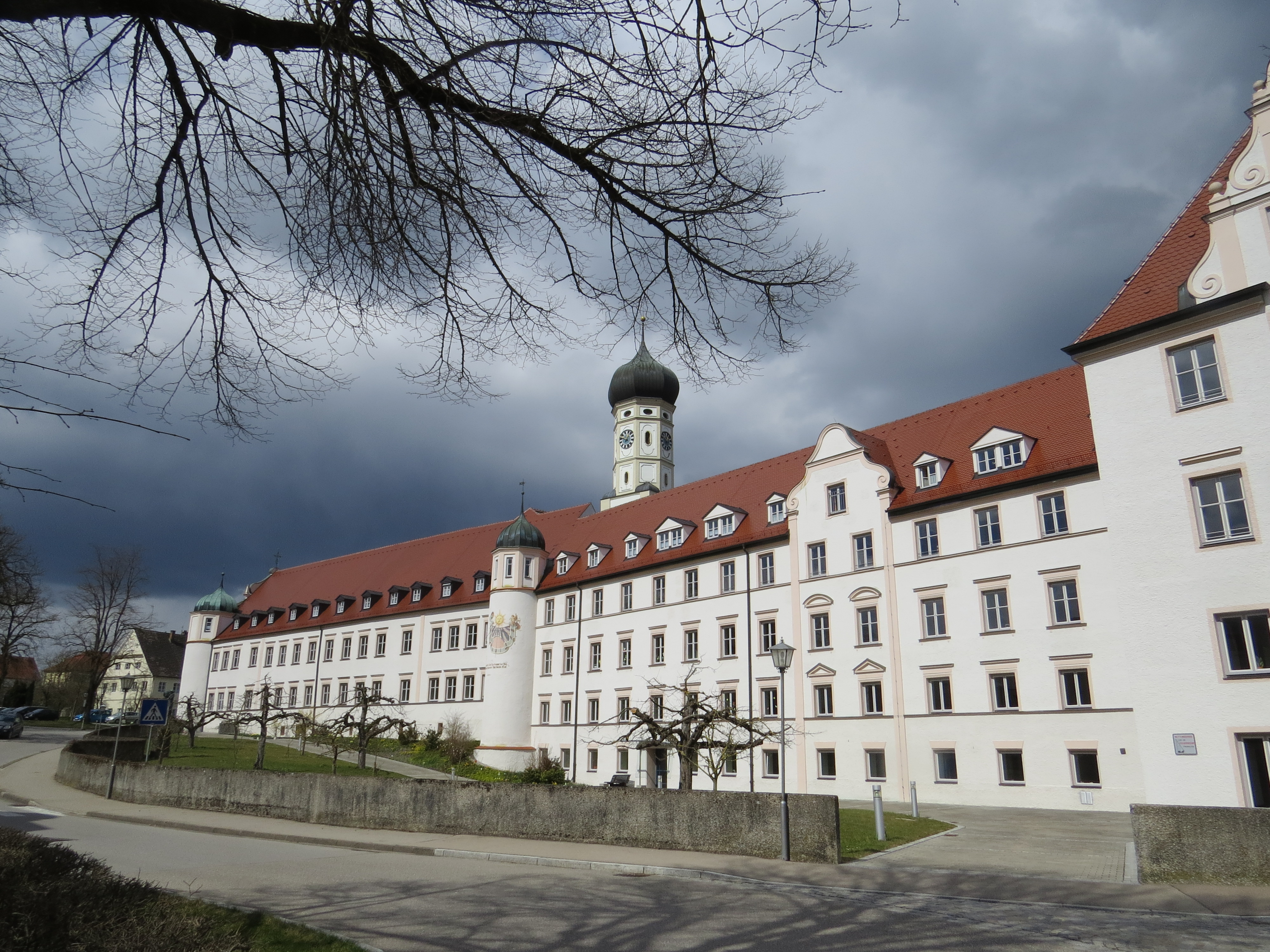
Kloster Ursberg

Ursberg ist eine Gemeinde im bayerisch-schwäbischen Landkreis Günzburg.

## Geographie
Die Gemeinde liegt fünf Kilometer ostnordöstlich von Krumbach am westlichen Talhang der Mindel in der Region Donau-Iller. Der Ort Ursberg liegt an der Kleinen Mindel, einem linken Nebenarm der Mindel. Seit etwa den 1950er Jahren ist Ursberg mit dem Nachbarort Bayersried baulich verbunden.
Ursberg besteht aus fünf Gemeindeteilen, die gleichzeitig auch Gemarkungen sind:
- Bayersried (Kirchdorf)
- Mindelzell (Pfarrdorf)
- Oberrohr (Kirchdorf)
- Premach (Kirchdorf)
- Kloster Ursberg

## Geschichte
1104 wurde Ursberg erstmals in Verbindung mit einem Wernher von Ursberg urkundlich erwähnt. Der Ortsname bedeutet Berg des Ur oder Auerochsen. Die mittelalterliche Übersetzung ursus (lat.) = Bär, von der auch das Wappentier stammt, ist wohl eine Fehldeutung. Ursberg war u. a. Stammsitz der Edelfreien von Schwabegg, Lutzelburg, Hairenbuch und Waltenhausen; auch die ursprünglich edelfreien Auersperg, denen später ein gleichnamiges Ministerialengeschlecht nachfolgte, sollen der Legende nach hier ihren Ursprung gehabt haben. Auf dem Michelsberg stand vermutlich die einstige Ursberger Burg.
Im Dezember 1802 erfolgte die Säkularisation und Ursberg kam zum Königreich Bayern. Bis 1827 war der Ort Sitz des späteren Königlich-Bayerischen Landgerichtes Krumbach.
Am 1. November 1905 wurden die bis dahin selbständigen Gemeinden Bayersried und Ursberg zur neuen Gemeinde Bayersried-Ursberg zusammengeschlossen.

### Aktion T4 im Nationalsozialismus
Im Zuge der Aktion T4, von den Nationalsozialisten als „Vernichtung lebensunwerten Lebens“ bezeichnet, wurden zwischen September 1940 und August 1941 519 Bewohner der Ursberger Anstalten in andere Anstalten verlegt. 199 von ihnen wurden in Tötungsanstalten vergast, 180 weitere starben durch Hungerkost oder Todesspritzen.

### Eingemeindungen
Am 1. Juli 1972 wurde im Rahmen der Gemeindegebietsreform Mindelzell nach Bayersried-Ursberg eingemeindet. Am 1. Januar 1976 kam Premach hinzu, Oberrohr folgte am 1. Mai 1978. Am 3. Oktober 1978 wurde die Gemeinde amtlich in Ursberg umbenannt.

### Einwohnerentwicklung
| Jahr      | 1910(Volkszählung am 1. Dezember 1910) | 1961(Volkszählung am 6. Juni 1961) | 1970 (Volkszählung am 27. Mai 1970) | 1991 | 1995 | 2000 | 2005 | 2010 | 2015 |
| Einwohner | 1742                                   | 3718                               | 3503                                | 3574 | 3540 | 3580 | 3506 | 3346 | 3175 |

Der Ort Ursberg hatte am 1. Februar 2017 1.164 Einwohner.
Zwischen 1988 und 2018 sank die Einwohnerzahl von 3593 auf 3224 um -369 Einwohner bzw. um -10,3 %.

## Politik
Der Gemeinderat hat 16 Mitglieder. Bei der Kommunalwahl 2008 entfielen auf die CSU/Freie Wähler zehn und auf die Unabhängige Wählervereinigung sechs Sitze.
Bei der Wahl 2014 erreichte die CSU 9 Sitze, die Unabhängige Wählervereinigung 7 Sitze.
Bei der Kommunalwahl am 15. März 2020 fielen je acht Sitze auf die Wahlvorschläge CSU/Freie (52,8 %) und Unabhängige Wähler (47,2 %).
Erster Bürgermeister ist seit 1. Mai 2008 Peter Walburger (CSU/Freie); er wurde bei der Kommunalwahl am 15. März 2020 mit 96,3 % der Stimmen für weitere sechs Jahre im Amt bestätigt.

### Wappen
|                         | Blasonierung: „Geteilt von Silber und Rot; oben ein sitzender Bär, unten ein durchgehendes goldenes Balkenkreuz.“ |
| Wappenführung seit 1968 | |

## Baudenkmäler
- Kloster Ursberg
- Klosterkirche St. Johannes Evangelist, barock mit spätromanischer Kreuzigungsgruppe und (heute geschlämmtem) Backsteinmauerwerk aus romanischer und gotischer Zeit.
- Wallfahrtskirche Heilig Kreuz in Mindelzell
- Kirche St. Pankratius in Oberrohr, in der eine Reihe bemerkenswerter spätgotischer Bildwerke zu sehen sind
- Kirche Maria Heimsuchung in Premach

## Wirtschaft und Infrastruktur

### Wirtschaft einschließlich Land- und Forstwirtschaft
2017 gab es nach der amtlichen Statistik in der Gemeinde 3941 sozialversicherungspflichtig Beschäftigte, davon 3651 Beschäftigte bei öffentlichen und privaten Dienstleistern. Von der Wohnbevölkerung waren 1283 Personen in einer versicherungspflichtigen Tätigkeit. Damit war die Zahl der Einpendler um 2658 höher als die der Auspendler. Von den Einwohnern waren 15 arbeitslos.
Im Jahr 2016 gab es 26 landwirtschaftliche Betriebe; 1999 waren es noch 44.

### Verkehr
In Ost-West-Richtung verläuft die Bundesstraße 300 von Krumbach nach Thannhausen durch das Gemeindegebiet. Die Kreisstraßen GZ 35 und GZ 12 führen durch das Mindeltal.

### Bildung
2018 gab es folgende Einrichtungen:
- Eine Kindertagesstätte mit 118 genehmigten Plätzen und 77 Kindern
- Eine Volksschule mit fünf Lehrern, vier Klassen und 90 Schülern
- Dominikus-Ringeisen-Werk, Einrichtung für Behinderte, kirchliche Stiftung des öffentlichen Rechts, darunter drei Förderzentren mit zusammen 532 Schülern
- Ringeisen-Gymnasium der St. Josefskongregation mit 60 Lehrern und 778 Schülern (Stand Schuljahr 2017/18)

## Persönlichkeiten
- Burchard von Ursberg (vor 1177–1230 oder 1231), ein mittelalterlicher Geschichtsschreiber
- Konrad von Lichtenau (von Ursberg), Prämonstratenser, Domherr in Konstanz, ab 1226 Abt im Prämonstratenserkloster Ursberg; † 10. Dez. 1240. Er schenkte seiner Heimatpfarrei Mindelzell den Kreuzpartikel, der bis heute durch die „Bruderschaft vom Hl. Kreuz“ verehrt wird.[9]
- Wilhelm Sartor († 1448), Abt des Klosters Ursberg.
- Dominikus Ringeisen (1835–1904) war ein römisch-katholischer Geistlicher und Begründer der Ursberger Anstalt (heute Dominikus-Ringeisen-Werk).
- Joseph Bernhart (1881–1969) war katholischer Theologe, Religionswissenschaftler und Schriftsteller. Er gilt als einer der großen Denker katholischer Provenienz im 20. Jahrhundert.
- Athanasius Merkle (1888–1980), Zisterzienserabt in Itaporanga, Brasilien, ist in Bayersried geboren.
- Fridolin Rothermel (1895–1955) war ein bayerischer Politiker und Bauernverbandsvertreter.
- Theo Waigel (* 1939), langjähriger Bundesfinanzminister und CSU-Vorsitzender
- Konrad Bestle (* 1984), römisch-katholischer Geistlicher des Bistums Augsburg, Rektor des Campo Santo Teutonico im Vatikan